# 대한민국 민법 제385조
대한민국 민법 제385조는 불능으로 인한 선택채권의 특정에 대한 민법 채권법 조문이다.

## 조문
제385조(불능으로 인한 선택채권의 특정) ① 채권의 목적으로 선택할 수개의 행위 중에 처음부터 불능한 것이나 또는 후에 이행불능하게 된 것이 있으면 채권의 목적은 잔존한 것에 존재한다.
②선택권없는 당사자의 과실로 인하여 이행불능이 된 때에는 전항의 규정을 적용하지 아니한다.

第385條(不能으로 因한 選擇債權의 特定) ① 債權의 目的으로 選擇할 數個의 行爲 中에 처음부터 不能한 것이나 또는 後에 履行不能하게 된 것이 있으면 債權의 目的은 殘存한 것에 存在한다.
②選擇權없는 當事者의 過失로 因하여 履行不能이 된 때에는 前項의 規定을 適用하지 아니한다.

Article 385 (Identification of Alternative Obligation due to Impossibility)
(1)　If any performance which is included in the subject of a claim is impossible from the beginning, or later becomes impossible, the claim shall exist to the extent of the performance which still remains.
(2)　If any performance has become impossible due to the negligence of any party who does not have any right of choice, the provision of the preceding paragraph shall not apply.

## 비교 조문
일본민법 제410조(불능에 의한 선택채권의 특정) 1. 채권의 목적인 급부 중에 처음부터 불능인 것 또는 후에 이르러 불능이 된 것이 있을 때에는 채권은 그 잔존하는 것에 관하여 존재한다.
2. 선택권을 가지지 아니한 당사자의 과실에 의하여 급부가 불능이 된 때에는 전항의 규정을 적용하지 아니한다.

## 참고 문헌
- 오현수, 일본민법, 진원사, 2014. ISBN 978-89-6346-345-2
- 오세경, 대법전, 법전출판사, 2014 ISBN 978-89-262-1027-7
- 이준현, LOGOS 민법 조문판례집, 미래가치, 2015. ISBN 979-1-155-02086-9